# Samuel Leonard Tilley

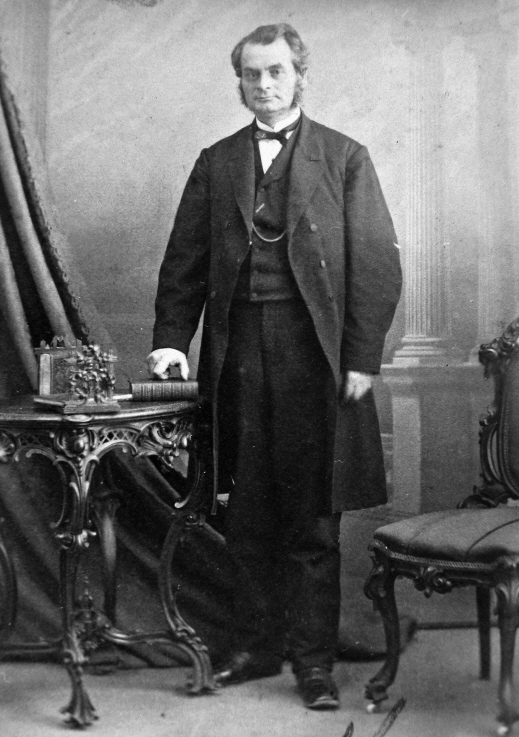
Samuel Leonard Tilley im Jahr 1864

Sir Samuel Leonard Tilley, PC, KCMG (* 8. Mai 1818 in Gagetown, New Brunswick; † 25. Juni 1896 in Saint John) war ein kanadischer Politiker. Von 1861 bis 1865 regierte er als Premierminister New Brunswick. Als einer der Väter der Konföderation gehört er zu den Wegbereitern des 1867 gegründeten kanadischen Bundesstaates. Von 1867 bis 1873 sowie von 1879 bis 1885 war er Abgeordneter des kanadischen Unterhauses und hatte während dieser Zeit mehrere Ministerposten auf Bundesebene inne. Darüber hinaus amtierte er von 1873 bis 1878 sowie von 1885 bis 1893 als Vizegouverneur der Provinz New Brunswick.

## Biografie

### Politiker in New Brunswick
Nach seiner Schulzeit begann Tilley in Saint John eine Berufsausbildung als Apotheker. 1838 eröffnete er dort zusammen mit einem Cousin eine eigene Apotheke, die er ab 1848 alleine führte und schließlich 1860 verkaufte. Tilley war in der Abstinenzbewegung aktiv und teilzeitlich als Sonntagsschullehrer der Church of England tätig. Er war zweimal verheiratet und hatte zehn Kinder. Ein Sohn aus zweiter Ehe, Leonard Percy de Wolfe Tilley, wurde später Premierminister von New Brunswick. 1849 war er Mitbegründer der liberalen New Brunswick Colonial Association, die politische Reformen in der Kolonie forderte.

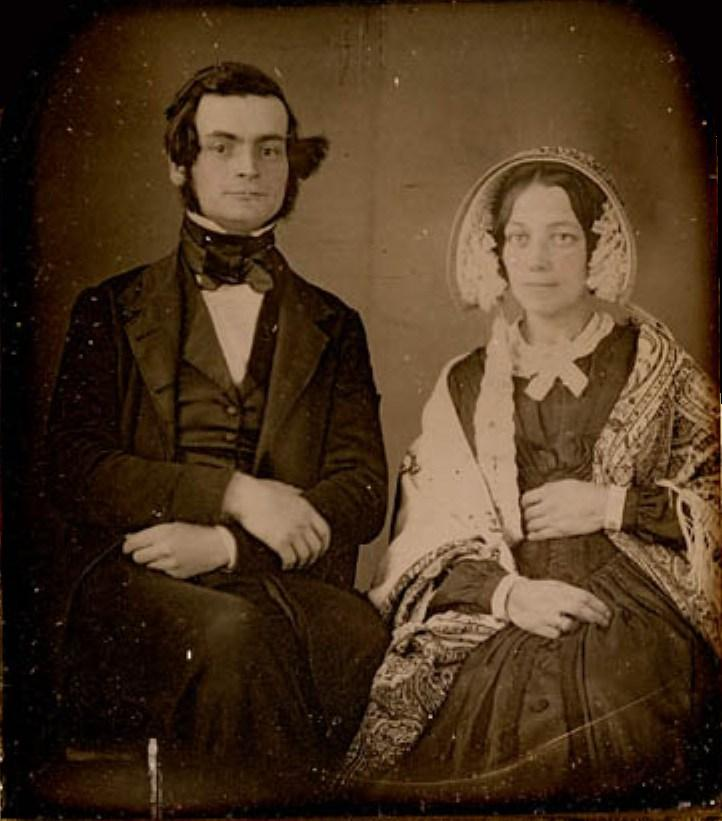
Tilley und seine erste Ehefrau, ca. 1843

1850 kandidierte Tilley mit Erfolg bei der Wahl zur Legislativversammlung. Er setzte sich für den Bau von Eisenbahnen und für die Einführung der Selbstverwaltung der Kolonie ein. Nachdem zwei prominente Vertreter der Colonial Association, John Hamilton Gray und Robert Duncan Wilmot, 1851 zur Regierung übergelaufen waren, legte er sein Parlamentsmandat aus Protest nieder. 1854 wurde Tilley erneut gewählt und der neue Premierminister Charles Fisher berief ihn als Provinzsekretär in die Regierung. Sein Aufgabenbereich umfasste Infrastrukturvorhaben und den Finanzhaushalt. Er brachte ein strenges Prohibitionsgesetz durch, das Anfang 1856 in Kraft trat. Es erwies sich jedoch als nicht durchsetzbar und führte zu heftigen Protesten, weshalb Gouverneur John Manners Sutton die Regierung im Mai 1856 absetzte. Das neu gewählte Parlament hob das umstrittene Gesetz daraufhin auf.
Bereits 1857 kam es wieder zu einer Neuwahl und Premierminister Fisher holte Tilley erneut als Provinzsekretär in die Regierung. Wichtigste Aufgabe in den folgenden Jahren war die Fertigstellung der European and North American Railway. Nach Fishers Rücktritt wegen dessen Verwicklung in einen kleineren Korruptionsskandal übernahm Tilley am 19. März 1861 das Amt des Premierministers. Während seiner Regierungszeit führte er Verhandlungen über den Bau der Intercolonial Railway. Tilley war ein Befürworter einer Konföderation der Kolonien in Britisch-Nordamerika. Aus diesem Grund nahm er im September bzw. Oktober 1864 an der Charlottetown-Konferenz und an der Québec-Konferenz teil.
Die geplante Kanadische Konföderation stieß in New Brunswick jedoch auf heftigen Widerstand. Die neue Anti-Confederation Party gewann die Wahl im März 1865, während die Befürworter der Konföderation eine empfindliche Niederlage hinnehmen mussten; auch Tilley verlor seinen Sitz. Doch bereits ein Jahr später änderten sich die politischen Verhältnisse wieder grundlegend, da die Anti-Confederation Party auseinanderbrach. Im Mai 1866 kam es zu einer Neuwahl, die mit einem überwältigenden Sieg der Konföderationsbefürworter endeten. Tilley war im Dezember 1866 einer der Delegierten an der Londoner Konferenz, wo der British North America Act ausgehandelt wurde. Die Bezeichnung Dominion für den neuen Staat wird Tilley zugeschrieben, der vom Psalm 72:8 der King-James-Bibel inspiriert worden sein soll.

### Bundespolitik

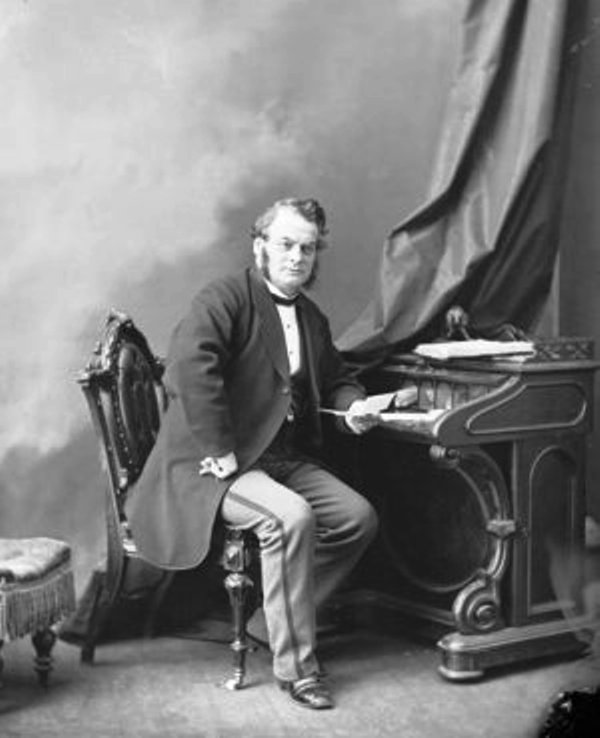
Tilley im Jahr 1869

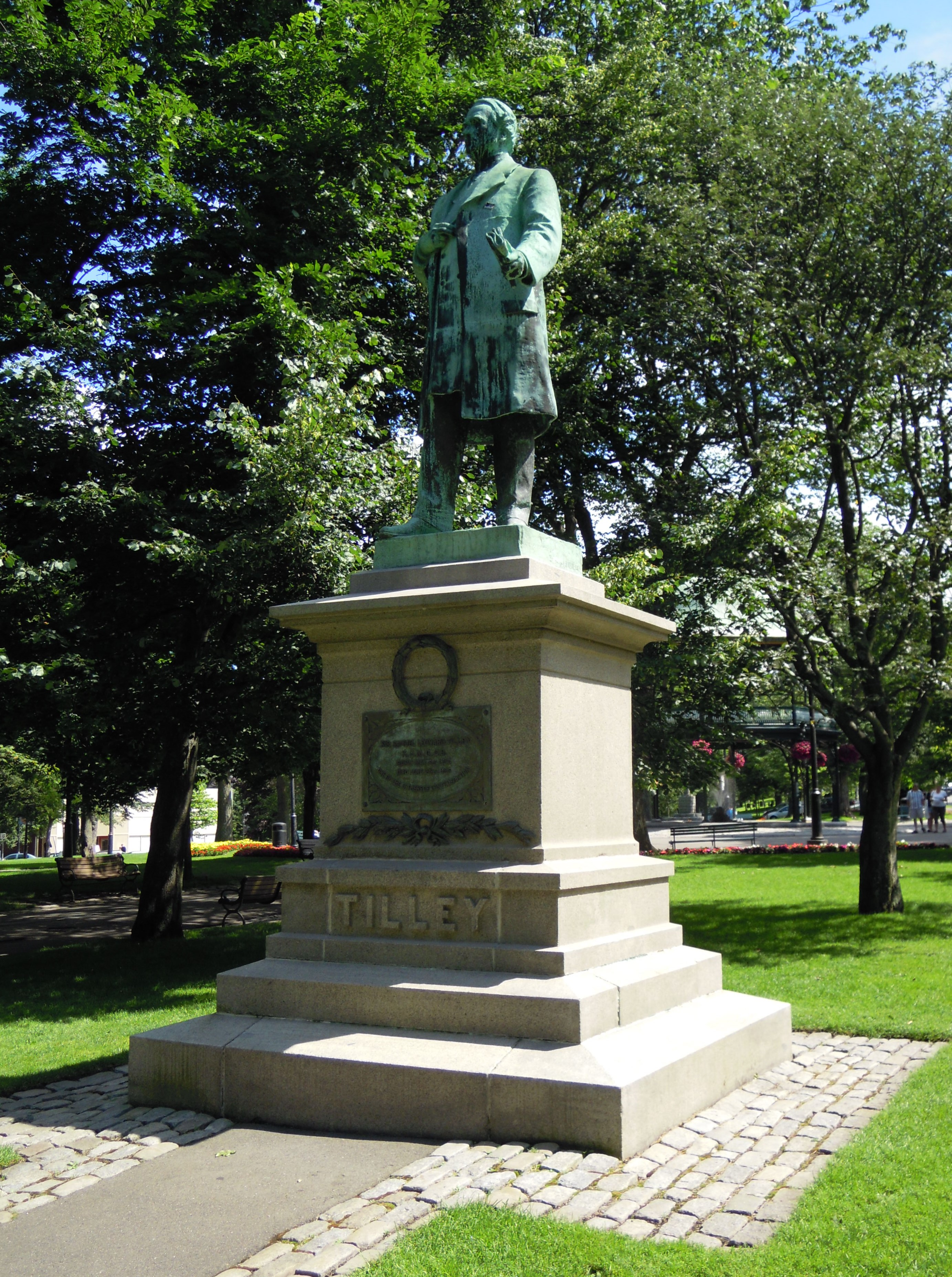
Denkmal im Park King's Square in Saint John

Am 1. Juli 1867, dem Gründungstag Kanadas, berief Premierminister John Macdonald Tilley als Zollminister in sein Kabinett. Bei der ersten kanadischen Unterhauswahl kandidierte er als Liberal-Konservativer und siegte im Wahlbezirk Saint John. Im selben Jahr heiratete er ein zweites Mal (seine erste Ehefrau war zehn Jahre zuvor verstorben). Tilley fiel die Aufgabe zu, das Zoll- und Verwaltungssystem der ehemaligen Provinz Kanada auf die Seeprovinzen zu übertragen, ansonsten hatte er im Kabinett wenig Einfluss. Desillusioniert wollte er 1871 das Kabinett verlassen, doch Macdonald überredete ihn zu bleiben. Im Februar 1873 ernannte er ihn zum Finanzminister.
Als der Pacific-Skandal die Bundesregierung zu Fall brachte, gab Tilley sein Unterhausmandat auf. Generalgouverneur Lord Dufferin vereidigte ihn am 15. November 1873 als Vizegouverneur von New Brunswick. Premierminister Alexander Mackenzie versuchte vergeblich, die von seinem Vorgänger Macdonald vorgeschlagene Ernennung rückgängig zu machen. Tilley übte das repräsentative Amt bis zum 11. Juli 1878 aus. Zwei Monate später kandidierte er bei der Unterhauswahl 1878 und gewann in seinem angestammten Wahlbezirk Saint John.
John Macdonald war nach fünfjähriger Unterbrechung wieder kanadischer Premierminister geworden und berief Tilley wieder in sein Kabinett. Er wurde zum Finanzminister ernannt und übernahm im Mai 1879 zusätzlich das Amt des Schatzmeisters. Seine wichtigste Aufgabe war die Umsetzung der National Policy: Mit hohen Importzöllen auf Konsumgüter sollte die kanadische Industrieproduktion gestärkt werden. Aus gesundheitlichen Gründen zog er sich am 10. November 1885 endgültig aus der Bundespolitik zurück. Am darauf folgenden Tag wurde er ein zweites Mal zum Vizegouverneur von New Brunswick ernannt. Seine zweite Amtszeit dauerte bis zum 21. September 1893.

## Nationale Würdigung
Die kanadische Bundesregierung ehrte Tilley am 20. Mai 1937 für sein politisches Wirken und erklärte ihn zu einer „Person von nationaler historischer Bedeutung“.
Am 17. Mai 1967 erklärte die kanadische Bundesregierung sein Geburtshaus in Gagetown, als Tilley House National Historic Site of Canada, zu einer „nationalen historischen Stätte“.